# Zombie Kidz Evolution
Zombie Kidz Evolution ist ein kooperatives Legacy-Spiel von Annick Lobet für Kinder, bei dem die Mitspieler gemeinsam versuchen, eine Schule vor dem Überfall durch Zombies zu schützen. Es wurde 2018 bei dem Spieleverlag Le Scorpion Masqué veröffentlicht und in den Folgejahren in zahlreiche Sprachen übersetzt. In deutscher Sprache erschien es im Vertrieb von Asmodee. Das Spiel ist als Kinderspiel für einen bis vier Spieler ab sieben Jahren konzipiert und dauert pro Runde je nach Schwierigkeitsgrad zwischen 5 und 15 Minuten.
Es wurde 2019 unter anderem für den As d’Or – Jeu de l’Année Enfant nominiert und 2020 auf die Empfehlungsliste für das Kinderspiel des Jahres aufgenommen.

## Thema und Ausstattung
Zombie Kidz Evolution ist ein Legacy-Spiel, über mehrere Spielrunden ergeben sich also abhängig vom Spielverlauf Änderungen im Spiel. Die Spieler versuchen gemeinsam, als Schüler zu verhindern, dass ihre Schule von Zombies überrannt wird. Sie gewinnen das Spiel gemeinsam, wenn sie ihre Schule gegen die Zombies absichern können und sie verlieren, wenn ihnen dies nicht gelingt.
Das Spielmaterial besteht dabei neben der Spielanleitung („Zombieläger-Handbuch“) aus einem doppelseitig bedruckten Spielplan jeweils mit einem Grundriss der Schule, vier Heldenfiguren, einem Zombiewürfel, vier Schlossplättchen, acht Zombieplättchen sowie 13 versiegelten Briefumschlägen, die weiteres Spielmaterial, Regelergänzungen und ähnliches für die Weiterentwicklung des Spiels beinhalten.

## Spielweise
Vor dem Spiel wird das Spielfeld in der Tischmitte platziert, wobei die zu bespielende Seite von der Anzahl der Mitspieler abhängt. Die Heldenfiguren werden in den zentralen Raum der Schule gestellt und jeder Spieler wählt eine Figur aus. Zudem wird in jeden Hof ein Zombieplättchen gelegt. Die restlichen Materialien werden neben den Spielplan platziert, wobei die übrigen Zombieplättchen in eine Reihe abgelegt werden.
Die Spieler spielen reihum im Uhrzeigersinn und machen jeweils einen Zug, wobei sie sich miteinander besprechen können. Zu Beginn seines Zuges würfelt der Spieler mit dem Zombiewürfel und legt entsprechend dem Ergebnis ein Zombieplättchen in den entsprechend farblich gekennzeichneten Raum. Dabei dürfen in jedem Raum beliebig viele Zombies liegen. Als zweiten Schritt darf der Spieler seine Spielfigur um einen Raum weiterbewegen (oder stehenbleiben). Er darf danach einen oder zwei Zombies in dem Raum oder Hof entfernen, in dem er steht, und in die Zombiereihe legen. Steht er zudem gemeinsam mit einem zweiten Helden in einem Hof, darf er dort ein Schloss platzieren. Wenn sich der Spieler bewegt, darf er keinen Raum betreten, in dem sich bereits drei oder mehr Zombies befinden, und wenn sich am Anfang seines Zuges in dem Raum, in dem er steht, drei oder mehr Zombies befinden, muss er diesen verlassen.
Das Spiel endet, wenn die Spieler es schaffen, alle vier Höfe mit jeweils einem Schloss abzusperren; in dem Fall haben sie das Spiel gewonnen. Andererseits verlieren die Spieler, wenn ein Spieler zu Beginn seines Zuges keinen Zombie platzieren kann, weil alle Zombies bereits in der Schule sind. Wenn die Spieler eine Runde beendet haben, markieren sie dies durch einen Aufkleber in einer Fortschrittsleiste und immer, wenn sie dort ein Feld markieren, auf dem ein Briefumschlag abgebildet ist, wird ein Briefumschlag geöffnet. Das darin enthaltene Material wird für die Folgerunden in das Spiel integriert.

## Ausgaben und Rezeptionen
Das Spiel Zombie Kidz Evolution wurde von Annick Lobet auf der Basis des bereits 2013 von ihr veröffentlichten Spiel Zombie Kidz entwickelt und 2018 von dem Spieleverlag Le Scorpion Masqué in französischer Sprache veröffentlicht. In den Folgejahren wurde es in zahlreiche Sprachen übersetzt und ist seit 2019 unter anderem in Englisch, Spanisch, Russisch, Italienisch, Französisch. Rumänisch, Thai, Japanisch und Koreanisch verfügbar. Ebenfalls 2019 erschien eine deutschsprachige Version bei Asmodee in Zusammenarbeit mit Le Scorpion Masqué.
Zombie Kidz Evolution wurde 2020 auf die Empfehlungsliste für das Kinderspiel des Jahres aufgenommen, wobei die Jury die Aufnahme wie folgt kommentiert:

„„Zombie Kidz Evolution“ ist ein raffiniertes kooperatives Rennen gegen die Zeit. Und der Namenszusatz „Evolution“ verrät, dass es sich verändert. Alle paar Partien kommen neue Regeln und Details hinzu – man hat es hier mit einem Legacy-Spiel für Kinder zu tun. So viel Langzeitmotivation, in der Schule für Ordnung zu sorgen, hatte man lange nicht.“

Wieland Herold ordnete das Spiel in seinem Blog „Mit 80 Spielen durch das Jahr“ in seine höchste Kategorie „gerne morgen wieder“ ein und schrieb „Zombie Kidz Evolution zeigt, dass Legacy-Spiele und fantastische Welten im Kinderzimmer angekommen sind und die Kleinen stürzen sich mit ebenso großer Begeisterung auf die Spiele wie ihre großen Geschwister auf My City und Eltern auf The King’s Dilemma. Luft nach oben gibt es noch, denn bei aller Begeisterung darf nicht verhehlt werden, dass die Variabilität des Grundkonstrukts von Zombie Kidz Evolution sich in Grenzen hält, die Zusatzregeln verändern nur kleine Details, erzählt wird auch nichts Neues. Dass es noch besser geht, zeigt Der Herr der Träume, der sich so richtig aber erst mit achtjährigen und älteren Kindern spielen lässt.“
2020 erschien mit Zombie Teenz Evolution eine Fortsetzung des Spiels, die für das Spiel des Jahres nominiert wurde.

## Belege
1. 1 2 3 4 5  Spielanleitung Zombie Kidz Evolution, Asmodee 2019.
2. ↑  Zombie Kidz in der Spieledatenbank BoardGameGeek (englisch); abgerufen am 29. Mai 2021.
3. ↑  Versionen von Zombie Kidz Evolution in der Spieledatenbank BoardGameGeek (englisch); abgerufen am 29. Mai 2021.
4. ↑  Zombie Kidz Evolution auf der Webseite des Spiel des Jahres e.V.; abgerufen am 29. Mai 2021.
5. ↑  Wieland Herold: Zombie Kidz Evolution, Rezension in „Mit 80 Spielen durch das Jahr“, 26. Mai 2020; abgerufen am 29. Mai 2021.
6. ↑  Zombie Teenz Evolution in der Spieledatenbank BoardGameGeek (englisch); abgerufen am 29. Mai 2021.